# IC 1318
IC 1318或天津一區域(Sadr region)是位於天鵝座中心，一個包圍著天津一的瀰漫性發射星雲。天津一區域是一處星雲環繞的區域，其他的還有蝴蝶星雲、眉月星雲。除了發射性的瀰漫星雲，它還包含許多暗星雲。
天津一本身的亮度大約是2.2等，星雲籠罩的區域則稍微亮一點。